# Krzysztof Grębski
Krzysztof Grębski (ur. 1 marca 1965 w Rawiczu) – polski aktor i reżyser teatralny, radiowy i telewizyjny, lektor filmowy oraz aktor dubbingowy.

## Kariera
Od 1987 roku pracownik Wydziału Lalkarskiego we Wrocławiu oraz wykładowca przedmiotów – elementarne zadania aktorskie w planie lalkowym i gra aktorska w masce – w Państwowej Wyższej Szkole Teatralnej w Krakowie W roku 2001 obronił pracę doktorską, w 2007 przeszedł habilitację i został mianowany na stanowisko profesora nadzwyczajnego.
Od roku 1987 związany z Wrocławskim Teatrem Lalek. Ponadto użycza swego głosu jako lektor filmowy i aktor dubbingowy – znany jest m.in. z ról Higienistki w polskiej kreskówce Włatcy móch oraz Kolesia w grze Postal 2. W 2005 roku wraz z Anną Kramarczyk zadebiutował jako reżyser spektaklu Bajka o szczęściu Teatru „KRAM” z Wrocławia. W marcu 2007 roku, w Teatrze Lalki i Aktora w Wałbrzychu wyreżyserował przedstawienie dla dzieci pt. Baśń o rycerzu bez konia autorstwa Marty Guśniowskiej.

## Nagrody
I nagroda za kreację zbiorową w spektaklu Śmieszny staruszek w reż. Wiesława Hejno we Wrocławskim Teatrze Lalek na XX OFTL w Opolu (2001).

## Wybrane role teatralne

### W Teatrze Lalek we Wrocławiu
- 2012: Czerwony Kapturek, kichawka i Gburek – Wilk Gburek
- 2005: Piękna i Bestia, czyli baśń… – Bestia
- 2004: Ostatnia ucieczka – Józef
- 2003: Rudy Dżil i jego pies – Młynarz
- 2003: 101 dalmatyńczyków – Kulfon, Foksterier
- 2003: Sen nocy letniej – Kloc, Elf
- 2001: Śmieszny staruszek – Śmieszny staruszek
- 2000: Akrospolis wrocławska – Henryk Brodaty, Mistrz odlewni, Uczeń, Biskup
- 2000: Bajka o biednym Jasiu – Szczęście
- 2000: Komedia Puncha – Punch, Pies Toby, Judy, Koń
- 1999: Szewczyk Dratewka – Szewczyk
- 1998: Prometeusz – Prometeusz
- 1998: Ryszard III – Rivers, Tyrrel, Richmond, Stanley
- 1997: Zwierzęta doktora Doolittle – Doktor Jan Doolittle
- 1996: Komedia dla mamy i taty – Pan Chrząszcz
- 1996: Baśń o smoku Strachocie – Szewczyk Dratewka
- 1995: Baśń o księciu Pipo – Fałszywy Przyjaciel
- 1995: Alibaba i 40 rozbójników – Alibaba
- 1990: Konik Garbusek – Car, Gawryło
- 1990: Dzikie łabędzie – Młody Król
- 1988: Kot, pies i jazz – Rak

### W Teatrze Komedia we Wrocławiu
- 2006: Rodzina Kerwoodów – Harry Kerwood
- 2007: Pecunia non olet? – Wykonawca

## Filmografia
- 2019: Pierwsza miłość – Przybysz, nauczyciel matematyki i fizyki
- 2017: Lombard. Życie pod zastaw – Karol, właściciel sklepu spożywczego (odc. 3)
- 2015: Fraga – komendant
- 2015: Chryzantemy – kierownik budowy
- 2012: Galeria – klient (odc. 83)
- 2007: Biuro kryminalne – mężczyzna (odc. 30)
- 2005: Fala zbrodni – chirurg (odc. 29)
- 2000: Świat według Kiepskich – święty Piotr (głos) (odc. 65)
- 1999: Świat według Kiepskich – handlarz kukiełek (odc. 12)
- 1989: Ptaszek – on

## Polski dubbing
- 2015: Jak uratować mamę
- 2014: Druciane oprawki – syn (głos postaci animowanej)
- 2014: Ta cholerna niedziela – facet w presynchronach (głos postaci animowanej)
- 2011: Kreskostoria Polski – Biznesław (głos postaci animowanej)
- 2009: 1000 złych uczynków – Maurael/Maurycy Rogowiecki (głos postaci animowanej)
- 2009: Włatcy móch: Ćmoki, czopki i mondzioły – (głosy postaci animowanych)
  - higienistka,
  - Marcel,
  - pułkownik,
  - ojciec Anusiaka,
  - ojciec Konieczki,
  - Bóg,
  - laryngolog,
  - policjant,
  - Zębas
- 2006-2010: Włatcy móch – Higienistka, Marcel, Pułkownik, różne postacie (głos postaci animowanych)
- 2005: Saloon gier – mężczyzna (głos postaci animowanej)

### Gry komputerowe
- 2007: World in Conflict – Porucznik Parker
- 2004: Far Cry – Jack Carver
- 2004: Space Hack
- 2003: Postal 2 – Koleś
- 2003–2012: Komputerowa Gratka – Skrzat Filip

### Lektor
- 2000: Weterynarz Fred
- 1995: Simba, król lew

## Reżyseria dubbingu
- 2007: Pana Magorium cudowne emporium